# El Perú Ilustrado
El Perú Ilustrado fue una revista ilustrada peruana  de publicación semanal, que se editó en Lima de 1887 a 1892. Se definía como «semanario ilustrado para las familias». De 1889 a 1891 fue dirigido por la escritora Clorinda Matto de Turner, quien lo convirtió en un gran difusor de la cultura literaria.

## Fundación
El Perú se hallaba entonces gobernado por el general Andrés Avelino Cáceres y estaba en plena Reconstrucción Nacional, luego de la desastrosa guerra con Chile de 1879-1883. Fue en ese contexto cuando el comerciante ítalo-estadounidense Peter Bacigalupi, radicado en Lima y propietario de una imprenta, decidió acometer una empresa cultural ligada al mundo de las publicaciones periódicas. Su primer intento, que no llegó a consolidarse, fue Perlas y Flores, revista literaria y gráfica que se editó de 1884 a 1887.
El Perú Ilustrado apareció el 14 de mayo de 1887 como sucesor de Perlas y Flores. Tanto su portada como sus páginas interiores estaban ilustradas con grabados o litografías a cargo del dibujante Evaristo San Cristóval, que puso su taller de litografía al servicio del periódico. La escritora Clorinda Matto de Turner ejerció su dirección de 5 de octubre de 1889 a 11 de julio de 1891, y convirtió el semanario en «la más alta tribuna literaria de Lima», a decir de Luis Alberto Sánchez.
Si bien anteriores publicaciones peruanas ya habían usado imágenes, éstas solían ser caricaturas políticas y clichés de avisos; lo novedoso de El Perú Ilustrado fue que sus imágenes eran realistas y que abarcaban tanto personajes de la actualidad como del pasado, así como paisajes naturales y culturales, todo con un buen acabado artístico.
Al principio, el costo de cada ejemplar era de solo 10 céntimos, pero seis meses después se duplicó el precio, al mismo tiempo que aumentaba el número de sus páginas con grabados.

## Propósito

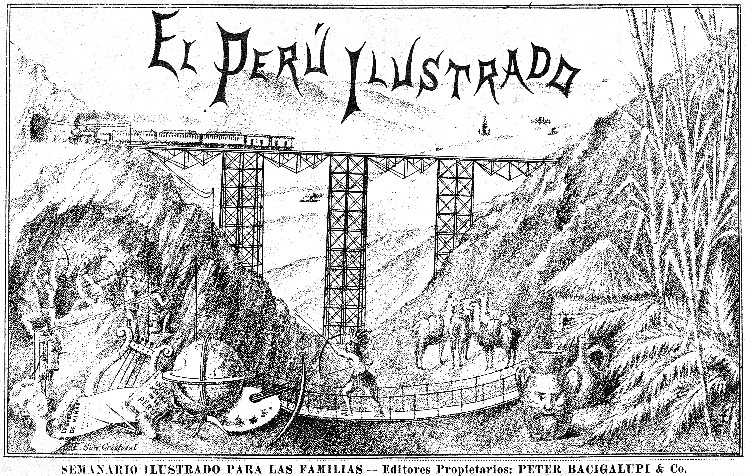
Portada con el logo de El Perú Ilustrado, que apareció en sus primeras ediciones.

El propósito de la revista se vislumbra en las imágenes de la portada que acompañan al logo, encerradas en un recuadro y que forman una viñeta, cubriendo la mitad de la página. Esta viñeta, que apareció indefectiblemente en los primeros números, tiene un carácter emblemático, con la intención de mostrar el contraste entre dos mundos: el mundo moderno, con su avance técnico y científico, cuya obra cumbre era el ferrocarril de penetración, y el mundo andino y selvático, indígena y rural, con sus artesanías y llamas. Se puede dilucidar el ideal que animaba a Bacigalupi, el típico emprendedor estadounidense (self made man), que veía, al igual que la clase dirigente peruana, la necesidad de industrializar al país y traer capitales, como única salida al progreso nacional.
Sus ilustraciones fueron precisamente las que concitaron el interés del público. Debajo de la ya mencionada viñeta, en la misma primera página, aparecía el retrato de alguna personalidad, que inicialmente fue siempre un militar o un político; luego, bajo la dirección de Clorinda Matto, se dio más importancia a las figuras de las letras del mundo hispánico. En la portada del N.º 155 (1890) apareció el retrato de la escritora española Emilia Pardo Bazán. Matto también hizo énfasis en la educación de la mujer, que consideraba uno de los pilares fundamentales para el progreso de un país, y abogó por la libertad de pensamiento.

## Final
El semanario llegó a su fin cuando un incendió destruyó la imprenta de Bacigalupi en 1892. Entre 1895 y 1896, apareció otro semanario con el mismo nombre, bajo la dirección del entonces joven poeta José Santos Chocano, aunque no estaba relacionado con la empresa de Bacigalupi, por lo que no se le puede considerar como una segunda etapa del semanario fundado en 1887.
En 2020 Emma Patricia Victorio Cánovas publicó el primer estudió monográfico de la publicación: El Perú Ilustrado. Semanario para las familias. Litografías y cultura visual en la posguerra (1887-1892). Editorial UPC.